# Complètement Fou (canção)
Complètement Fou é uma canção do trio francês Yelle, extraída de seu terceiro álbum de estúdio com mesmo nome. Foi composta por Henry Walter, Jean-François Perrier, Jerome Echenoz, Julie Budet e Lukasz Gottwald, e lançada em 29 de setembro de 2014 para download digital, mesma data que o lançamento do álbum na França.

## Antecedentes e produção
Yelle sugeriu a canção pela primeira vez via Twitter, em agosto, dizendo, após o single Bouquet final, que o single estaria disponível no final do mês de setembro, divulgando ele em seu SoundCloud em 22 de agosto de 2014. O videoclipe foi divulgado, 4 dias antes do lançamento em download digital na iTunes Store. Foi lançado no Reino Unido e Estados Unidos, menos Brasil.
Yelle divulgou dois remixes em seu perfil no SoundCloud, sendo eles o de "Tepr", que também é do grupo, e o de "20syl".

## Videoclipe
Em 24 de setembro, 1 dia antes do lançamento, Yelle postou uma foto no Instagram anunciando o videoclipe, mostrando Julie Budet sentada em um milho gigante.
O vídeo tem diversos efeitos especiais e cenários, sendo eles, piscina de pipoca, milho preso em um pregador pneumático, e interações com metal líquido, aonde o website Don't Skip achou que foi bem mais colocado do que no videoclipe de Pills N Potions, de Nicki Minaj.

## Faixas e formatos
"Complètement Fou" foi disponibilizada para download digital na iTunes Store.
| Download digital |                    |         |  |
| N.º              | Título             | Duração |  |
| 1.               | "Complètement Fou" | 3:49    |  |